# Tormásliget megállóhely
Tormásliget megállóhely egy vasúti megállóhely a Vas vármegyei Tormásliget településen, a GYSEV üzemeltetésében. A község belterületének keleti szélén helyezkedik el, közvetlenül a 8624-es út vasúti keresztezése mellett, annak északi oldalán

## Vasútvonalak
A megállóhelyet az alábbi vasútvonalak érintik:
- Sopron–Szombathely-vasútvonal

## Kapcsolódó állomások
A megállóhelyhez az alábbi állomások vannak a legközelebb:
- Újkér megállóhely (Sopron–Szombathely-vasútvonal)
- Bük vasútállomás (Sopron–Szombathely-vasútvonal)

## Forgalom
| Járat        | Útvonal | Gyakoriság   |
| ------------ | --- | ------------ |
| személyvonat | Sopron – Kópháza – Nagycenk – Sopronkövesd – Lövő – Újkér – Tormásliget – Bük – Acsád – Salköveskút-Vassurány – Szombathely | Napi 6 pár   |
| személyvonat | Sopron – Kópháza – Nagycenk – Sopronkövesd – Lövő – Újkér – Tormásliget – Bük – Acsád – Salköveskút-Vassurány – Szombathely – Szombathely-Szőlős – Ják-Balogunyom – Egyházasrádóc – Körmend – Horvátnádalja – Csákánydoroszló – Rátót – Alsórönök – Haris – Szentgotthárd | 1-4 óránként |